# Teratosaurus
Teratosaurus is een geslacht van uitgestorven Archosauromorpha, dat voorkwam in het Laat-Trias. Er zijn meerdere soorten in dit geslacht benoemd maar alleen van de typesoort, Teratosaurus suevicus, is zeker dat die in dit geslacht thuishoort. Deze kon tot zes meter lang worden. Fossielen werden gevonden in Duitsland.
In 1860 vond Sixt Friedrich Jakob von Kapff aan de Heslacher Wand bij Stuttgart de bovenkaak van een reptiel. In 1861 benoemde Christian Erich Herman von Meyer dit als de typesoort Teratosaurus suevicus. De geslachtsnaam is afgeleid van het Oudgriekse τέρας, teras, 'onheilspellende geboorte van een gedrocht'. De soortaanduiding verwijst naar Zwaben.
Het holotype BMNH 38646 is gevonden in een laag van de Mittlerer Stubensandstein die dateert uit het Norien, ongeveer 215 miljoen jaar oud. Het bestaat uit een rechterbovenkaaksbeen. De vondst werd daarna door von Kappf in verband gebracht met allerlei resten van basale Sauropodomorpha die hij ook in de groeve aantrof. Dit had tot gevolg dat men dacht dat er carnivore Sauropodomorpha bestonden, dat Teratosaurus een dinosauriër was en hij identiek was aan Zanclodon. Zelfs toen later een onderscheid met de sauropodomorfen werd gemaakt, bleef men geloven in het bestaan van een basale carnosauriër, zoals grote theropoden toen werden aangeduid, een vertegenwoordiger van een groep van grote vroege roofdinosauriërs uit het Trias, de Teratosauria. Eerst in de jaren zestig begon men te begrijpen dat het geen dinosauriër was maar een dier dat nauwer aan de krokodilachtigen verwant was. Pas in 1986 werd dit algemeen aanvaard, na een studie van Michael Benton die aantoonde dat het een lid was de Rauisuchia. Daarbinnen zou het tot de Rauisuchidae of de Poposauridae kunnen behoren. De vermeende 'Teratosauria' bleken een mengeling van sauropodomorfe en rauisuchische botten en tanden. Tot dezelfde conclusie was Peter Malcolm Galton een jaar eerder ook gekomen.
Naast het holotype werden door Galton nog enkele losse rauisuchische tanden (NHM 38647, 38648; SMNS 5212, 9918, 53535, 53536) aan de soort toegewezen, alsmede een darmbeen, SMNS 52972. Naar huidige inzichten is een direct verband met het holotype niet aan te tonen en is de toewijzing dus twijfelachtig. De eerder toegewezen skeletten zijn uit het toegewezen materiaal verwijderd.
In 1908 hernoemde Friedrich von Huene Cladeiodon lloydi Owen 1841 tot een Teratosaurus lloydi. Het holotype, een aantal tanden uit Engeland, is sindsdien verloren gegaan. In 1928 werd ook nog een Teratosaurus bengalensis benoemd op grond van een enkele kleine kegelvormige tand uit de Bengalen. In beide gevallen gaat het vermoedelijk om rauisuchisch materiaal. Sauropodomorf materiaal, eerder benoemd als Zanclodon schutzii Fraas 1900, is hernoemd tot een Teratosaurus schutzii; dit heeft niets met de echte Teratosaurus te maken. Hetzelfde geldt voor sauropodomorfe botten die als Teratosaurus minor en als Teratosaurus trossingensis werden benoemd en die vermoedelijk tot Efraasia of een verwante vorm behoren.
In 2005 benoemde Tomasz Sulej een linkerbovenkaaksbeen uit Polen als de soort Teratosaurus silesiacus; in 2009 is hiervoor door Stephen Brusatte e.a. een eigen geslacht Polonosuchus gemaakt.
Het stuk bovenkaaksbeen of maxilla heeft een lengte van 245 millimeter. Er stonden nog zes tanden in met een lengte van vier tot vijf centimeter. Dertien tandposities zijn waarneembaar per zijde. De tanden zijn langwerpig en afgeplat met lange, vijf tot zes centimeter, wortels. Teratosaurus moet een groot, viervoetig dier geweest zijn met een zware kop. Het lichaam was vermoedelijk zwaar, met een korte hals en een lange, stijve staart. Vooraan het fragment zijn er sporen van een beweeglijk gewricht tussen het bovenkaaksbeen en de praemaxilla en verder van een secundaire opening tussen beide botten. Dit waren aanwijzingen dat het om een rauisuchiër ging. Het element was volgens Benton verder niet van maxillae van andere rauisuchiërs te onderscheiden. In 2009 stelde Brusatte echter een onderscheidende eigenschap, autapomorfie, vast: het onderste blad van de maxilla dat de tanden bevat, springt aan de binnenzijde in ten opzichte van het bovendeel van de maxilla, zodanig dat er een scherp ingesneden rand ontstaat. Brusatte zag geen aanwijzingen dat de soort tot de Poposauroidea zou behoren en plaatste hem onder voorbehoud in de Rauisuchia en de Rauisuchidae.